# Kathleen Byron
Kathleen Byron (ur. 11 stycznia 1923 w Londynie, zm. 18 stycznia 2009 w Northwood) – brytyjska aktorka.

## Filmografia
- 2001: Perfect Strangers jako Edith
- 2000: Dalziel and Pascoe: Cunning Old Fox jako Daphne
- 1998: Szeregowiec Ryan (Saving Private Ryan) jako pani Ryan
- 1996: Emma jako pani Goddard
- 1981: Z dalekiego kraju (From a Far Country) jako matka Tadka
- 1980: Człowiek słoń (The Elephant Man) jako lady Waddington
- 1975: One of Our Dinosaurs Is Missing jako pani Mortimer
- 1975: North and South jako pani Hale
- 1974: Abdykacja (The Abdication) jako królowa Matka
- 1974: Szaleństwo (Craze) jako Muriel Sharp
- 1974: Heidi jako Brigitta
- 1973: The Brontes of Haworth jako panna Wooler
- 1972: Nothing But the Night jako dr Rose
- 1971: Twins of Evil jako Katy Weil
- 1969: Wolfshead: The Legend of Robin Hood jako Katherine z Locksley
- 1968: Hammerhead jako lady Calvert
- 1968: The Portrait of a Lady jako baronowa Gemini
- 1962: Night of the Eagle jako Evelyn Sawtelle
- 1960: Hand in Hand jako pani O’Malley
- 1954: Star of My Night jako Eve Malone
- 1954: Night of the Silvery Moon jako Jane
- 1954: Profile jako Margot Holland
- 1953: Młoda Bess (Young Bess) jako Ann Seymour
- 1951: The House in the Square jako księżna Devonshire
- 1951: Tom Brown’s Schooldays jako pani Brown
- 1951: The Reluctant Widow jako Annette de Chevreaux
- 1951: The Scarlet Thread jako Josephine
- 1951: Hell Is Sold Out jako Arlette de Balzamann
- 1950: Prelude to Fame jako Signora Bondini
- 1949: The Small Back Room jako Susan
- 1947: Czarny narcyz (Black Narcissus) jako Sister Ruth
- 1946: Sprawa życia i śmierci (A Matter of Life and Death) jako Anioł

## Seriale
- 1997: Morderstwa w Midsomer (Midsomer Murders) jako Dorothea Pike (gościnnie)
- 1994: The Memoirs of Sherlock Holmes jako pani Marker (gościnnie)
- 1992: Heartbeat jako Molly Rysinski (gościnnie)
- 1990: Portret pewnego małżeństwa (Portrait of a Marriage) jako lady Carnock
- 1986: Na sygnale (Casualty) jako Avril Maitland (gościnnie)
- 1985-1990: Howard's Way jako Laura Deverill (gościnnie)
- 1982: Nancy Astor jako Edith Cunard
- 1979–1994: Minder jako pani Hurst (gościnnie)
- 1978-1981: Blakes 7 jako Fen (gościnnie)
- 1977-1979: Secret Army jako Celeste Lekeu (1977) (gościnnie)
- 1977-1983: The Professionals jako pani Turner (gościnnie)
- 1975-1983: Angels (gościnnie)
- 1974–1978: Within These Walls jako Sarah Westmore (gościnnie)
- 1973: Marked Personal jako Janice Maxwell-Brody
- 1972-1979: Szpital miejski (General Hospital) jako siostra oddziałowa Ruth Milner
- 1972: The Edwardians jako Agnes Baden-Powell
- 1972: The Moonstone jako lady Varinder
- 1972: The Golden Bowl jako Fanny Assingham
- 1970-1973: Menace jako madame Ordine (gościnnie)
- 1969-1971: Paul Temple jako pani Fairley (gościnnie)
- 1967-1972: Callan jako Hannah Strickland (gościnnie)
- 1962-1978: Z Cars jako pani Moffat (gościnnie)
- 1961-1969: Rewolwer i melonik (The Avengers) jako panna Faversham (gościnnie)

## Życie prywatne
Kathleen Byron była dwukrotnie zamężna:
- Danny Bowen (1943 – 1950, rozwód), dziecko
- Jacob Alaric (1953-95), syn i córka